# Hyangsan-gun
Hyangsan-gun (koreanska: 향산군) är en kommun i Nordkorea.   Den ligger i provinsen Norra P'yŏngan, i den centrala delen av landet, 110 km norr om huvudstaden Pyongyang.